# Антъни Даниълс
Антъни Даниълс (на английски: Anthony Daniels) (роден на 21 февруари 1946 г.) е английски актьор. Най-известен е с ролята на дроида C-3PO в поредицата „Междузвездни войни“.

## Личен живот
На 9 май 2014 г. Даниълс се жени за Кристин Савидж.